# Crypturellus erythropus
Crypturellus erythropus là một loài chim trong họ Tinamidae.
Loài chim này được tìm thấy ở vùng nhiệt đới và vùng cận nhiệt đới thấp ở Bắc Mỹ. 

## Mô tả
Loài chim này có bề ngoài tương tự như chim cút mà nó không phải là liên quan vì nó, cùng với các tinamous khác, thuộc Paleognathae. Tổng chiều dài của nó là 27 đến 32 cm (11–13 in). Phần trên của nó màu nâu và ngực màu xám tương phản rõ ràng với bụng màu da bò. Phía sau và cánh có sọc dọc, nhưng ở chim trống mờ (thường không nhìn thấy được). Ngoài ra, vạch dọcđối với các phần trên khác nhau giữa các phân loài. Đây là loài duy nhất trong chi trong phạm vi của phân bố có đôi chân màu đỏ hồng hào.

## Hành vi
Như các loại khác trong chi, loài chim này được chép ghi lại không thường xuyên, ngoại trừ tiếng huýt sáo của nó. Nó đã được ghi nhận ăn hạt, quả mâm xôi, ốc sên, và côn trùng. Ít được biết về hành vi sinh sản của nó, nhưng những quả trứng bóng là màu xám nhạt và hoa oải hương với một số trứng có màu hồng.

## Phân loài
Các phân loài:
- C. e. erythropus phân bố ở miền đông Venezuela, Guyana, Suriname, và đông bắc Brazil.
- C. e. cursitans phân bố ở phía đông Andes ở bắc Colombia và tây bắc Venezuela.
- C. e. spencei phân bố ở phía bắc Venezuela.
- C. e. margaritae phân bố trên đảo Margarita.
- C. e. saltuarius - phân bố ở đông bắc Colombia ở Sierra de Ocaña.
- C. e. columbianus - phân bố ở vùng cực Bắc Trung Colombia.
- C. e. idoneus - Santa Marta tinamou nằm ở đông bắc Colombia và tây bắc Venezuela.

Các phân loài, ngoài điều này, vẫn còn chưa rõ ràng, với một số cơ quan chức năng xem xét saltuarius, idoneus, và columbianus như các loài đơn loài hơn là phân loài của các tinamou chân đỏ. SACC đã từ chối đề xuất nâng cấp lên các trạng thái loài, lập luận rằng dữ liệu sẵn có hiện nay không hỗ trợ sự phân chia này.

## Phạm vi và môi trường sống
Loài chim này sinh sống tại Guyana, Suriname, Colombia, Venezuela và đông bắc Brazil, và trên đảo Margarita. Loài này cũng có thể được tìm thấy ở Guiana thuộc Pháp. Môi trường sống của chúng là rừng khô, mặc dù nó có thể được tìm thấy trong rừng ẩm và đất thấp và đất thấp. Nó thích độ cao dưới 1.300 m (4.300 ft).

## Tình trạng bảo tồn
Loài này không phổ biến ở địa phương phổ biến trong hầu hết các phạm vi của nó, nhưng Crypturellus erythropus saltuarius là rất hiếm (có lẽ tuyệt chủng, trong khi Crypturellus erythropus columbianus đang bị nguy cấp. Trong cả hai trường hợp, vấn đề chính là phá hủy sinh cảnh, nhưng săn bắn là một vấn đề khác. [IUCN] liệt kê loài chim này là loài ít quan tâm, với phạm vi phân bố 1.800.000 km2 (690.000 dặm vuông Anh).